# Plecoptera lobelia
Plecoptera lobelia là một loài bướm đêm trong họ Erebidae.